# Gare de Kortekeer
La gare de Kortekeer est une ancienne halte ferroviaire belge de la ligne 73, de Deinze à La Panne située au lieu-dit « de Kortekeer », sur le territoire de la commune d'Ardooie dans la province de Flandre-Occidentale en Région flamande.

## Situation ferroviaire
Établie à 29 m d'altitude, la gare de Kortekeer était située au point kilométrique (PK) 26.5 de la  ligne 73, de Deinze à La Panne (frontière française) entre la gare (également fermée) d'Ardooie et celle Lichtervelde (ouverte).

## Histoire
Le point d'arrêt de Kortekeer, administré depuis la gare d'Ardoye-Coolscamp est ouvert le 3 janvier 1888 par l'Administration des chemins de fer de l'État belge sur la ligne de Thourout à Ypres, en service depuis 1873.
Le 3 janvier 1901, il devient une halte ouverte aux voyageurs, marchandises et bagages. Le bâtiment des recettes doit avoir été construit à ce moment.
La SNCB ferme la gare de Kortekeer en 1957. Le bâtiment de la gare est revendu à un particulier et partiellement démoli.
Le 20 décembre 2022, un train de voyageurs percute un camion en panne en travers des voies sur le passage à niveau proche de la gare. Deux éléments de l'automotrice de tête déraillent, blessant plusieurs passagers et causant des dégâts à l'infrastructure.

## Patrimoine ferroviaire
Le corps de logis du bâtiment des recettes (de type 1893) est conservé comme habitation et bureau pour l'usine De Vriese. L'aile de service en « L » et l'aile principale accueillant les voyageurs et petites marchandises ont été démolie. Cette dernière partie comportait six travées. Une photographie d'époque montre la façade recouverte de Lierre.